# Parakontikia ventrolineata
De kleine Australische tweestreep (Parakontikia ventrolineata) is een platworm uit de orde Tricladida.

## Naam
Het geslacht Parakontikia, waarin de platworm wordt geplaatst, wordt tot de familie Geoplanidae gerekend. De wetenschappelijke naam van de soort werd voor het eerst geldig gepubliceerd in 1892 door Arthur Dendy. 
Kontikia komt van de Thor Heyerdahl-expeditie in 1969-70, die van Peru naar de Tuamoto-eilanden voeren langs de Humboldtstroom, met het balsavlot Kon Tiki, om zijn migratietheorie te bewijzen over de kolonisatie van de Stille Oceaan door Zuid-Amerikaanse Indianen. De naam is een toespeling op de oorsprong en verspreiding van de platworm: ook van het westen van de Indo-Pacific tot Zuid-Amerika. Ventrolineata verwijst naar de duidelijke buikstrepen van het dier. 

## Uiterlijke kenmerken
Kleine (tot 3 cm) landplatworm; de rug is donkergrijs tot bijna zwart, met twee lichtere lengtestrepen. Het dier heeft een duidelijk gemarkeerde buikzijde met afwisselend lichte en donkere lengtestrepen. Relatief grote ogen strekken zich uit in een enkele rij rond de voorste punt en in een enigszins verspringende rij langs de zijrand van het lichaam.

## Voorkomen
Deze platworm komt oorspronkelijk uit Australië. In Nederland is hij in grote hoeveelheden in een tuin in Amsterdam aangetroffen. Hij lijkt de winter te kunnen overleven. Hij kent wereldwijde verspreiding, en komt in Europa ook voor in Frankrijk, Ierland en Engeland. Platwormen verspreiden zich via de internationale potplantenhandel.

## Algemeen
De worm is tweeslachtig. De soort leeft op het land, nabij zoet water of onder andere vochtige omstandigheden, zoals onder rottend hout in de schaduw. De platworm is een exoot in Nederland en er zijn weinig vindplaatsen.
Platwormen die in Nederland gesignaleerd zijn, kunnen met twee eenvoudige sleutels gedetermineerd worden:
- Zoekkaart
- Digitale soortenzoeker